# Lithostege asinata
Lithostege asinata är en fjärilsart som beskrevs av Freyer 1830. Lithostege asinata ingår i släktet Lithostege och familjen mätare. Inga underarter finns listade i Catalogue of Life.